# Dedifferentiatie

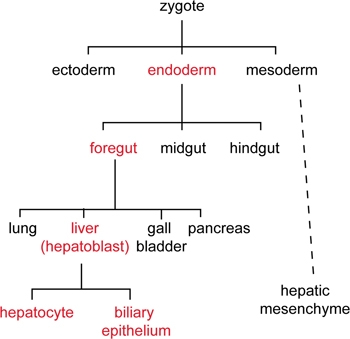
Algemene stadia van een cellijn (cellijn van leverontwikkeling in rood)

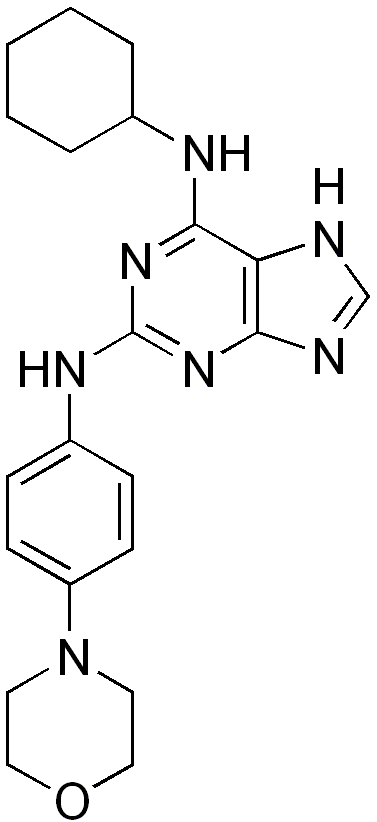
Reversine is een klein molecuul ontwikkeld door de groep van Peter G. Schultz, gebruikt voor dedifferentiatie van stamcellen.

Dedifferentiatie is een voorbijgaand proces waarbij cellen minder gespecialiseerd worden en terugkeren naar een eerdere celtoestand binnen dezelfde celafstamming. Dit suggereert een toename van de celpotentie, wat betekent dat een cel na dedifferentiatie het vermogen kan bezitten om opnieuw te differentiëren in meer celtypen dan vóór de dedifferentiatie. Dit staat in contrast met celdifferentiatie, waarbij verschillen in genexpressie, morfologie of fysiologie in een cel ontstaan, waardoor de functie ervan steeds gespecialiseerder wordt.
Het verlies aan specialisatie dat wordt waargenomen bij dedifferentiatie kan worden opgemerkt door veranderingen in genexpressie, fysiologie, functie binnen het organisme, proliferatieve activiteit of morfologie. Hoewel het in een laboratoriumomgeving kan worden geïnduceerd door processen als directe herprogrammering en de productie van geïnduceerde pluripotente stamcellen, bestaan er ook endogene dedifferentiatieprocessen als onderdeel van wondgenezingsmechanismen, zoals de vorming van blastemen.

## Geschiedenis
Verwijzingen naar dedifferentiatie zijn al in 1915 te vinden, waar Charles Manning Child dedifferentiatie beschreef als een “terugkeer of benadering van de embryonale of ongedifferentieerde toestand”. Hoewel Mannings onderzoek betrekking had op planten, hielp het mee de basis te leggen voor het moderne begrip van dedifferentiatie en celplasticiteit. Net zoals plantencellen op letsel reageren door callusvorming via dedifferentiatie, dedifferentiëren dieren hun cellen om blastemen te vormen na amputatie van ledematen of bij andere verwondingen, wat analoog is aan callus bij planten, 
In de jaren veertig creëerde C.H. Waddington het ‘Epigenetische Landschap’, een schematische weergave van cellen van minder gedifferentieerde naar meer gedifferentieerde celtypen. Hier wordt het concept van een knikker die via verschillende paden bergafwaarts beweegt, gebruikt om de besluitvorming en de celpotentie weer te geven, waardoor wordt gevisualiseerd hoe cellen verschillende differentiatiepaden kunnen afleggen om een eindtoestand te bereiken. Dedifferentiatie zou tot uiting kunnen komen doordat de knikker bergopwaarts beweegt via de paden die hij al heeft afgelegd, totdat hij zich ergens op de meest bergopwaarts gelegen locatie nestelt.
In ons moderne begrip van dedifferentiatie blijven er enkele controverses bestaan bij het definiëren van de grenzen van de definitie ervan. Sommigen beweren dat dedifferentiatie strikt beperkt is tot dezelfde cellijn, waarvan het is afgeleid. Anderen zeggen echter dat het gebruikt kan worden om een algemene toename van de celpotentie te beschrijven.

## Mechanismen
Het mechanisme waardoor dedifferentiatie plaatsvindt is nog niet volledig opgehelderd. De hieronder besproken routes blijken bij sommige soorten nauw verwant te zijn aan dedifferentiatie en regeneratie. Omdat niet één route is opgehelderd als noodzakelijk voor alle dedifferentiatie en regeneratie, is het mogelijk dat het mechanisme bij verschillende soorten anders functioneert.

### Waargenomen merkers van dedifferentiatie
Bij dedifferentiatie spelen genen die zich in de extracellulaire matrix bevinden een belangrijke rol.. Het matrixmetalloproteïnase (MMP) heeft bijvoorbeeld een opwaarts gereguleerde activiteit vertoond tijdens de vroege stadia van regeneratie van ledematen. Matrixmetalloproteïnasen zijn verantwoordelijk voor de afbraak van zowel niet-matrix- als matrixeiwitten. MMP breekt eiwitten in de extracellulaire matrix van een cel af, wat resulteert in de destabilisatie van de gedifferentieerde celidentiteit.
De merkers die zijn geselecteerd om dedifferentiatie weer te geven, kunnen echter verschillen afhankelijk van het weefsel- en celtype dat wordt bestudeerd. Bij myotubes (meerkernige vezels) van muizen wordt dedifferentiatie bijvoorbeeld gekenmerkt door een verminderde expressie van myogenine, een eiwit dat aanwezig is in gedifferentieerde myotubes.

## Betrokken eiwitten
Enkele van de eiwitten die interactie bij dedifferentiatie hebben laten zien zijn MSX1, Notch 1, BMP (botmorfogene eiwitten zijn een groep groeifactoren die ook bekend staan als cytokines en als metabolegenen) en Wnt/β-Catenine.
MSx1, een gen dat lid is van de homeobox-familie, codeert voor een transcriptionele repressor die differentiatie in epitheel en mesenchym voorlopercellen kan voorkomen. Deze repressor zou cellen tijdens de ontwikkeling ongedifferentieerd kunnen houden. Verminderde niveaus van Msx1-expressie resulteerden in het onvermogen om kikkervisjesstaarten te regenereren.
Botmorfogene eiwitten (BMP) zijn een groep signaalmoleculen die betrokken zijn bij groei en ontwikkeling in veel systemen, waaronder bot, embryogenese en homeostase . Er is aangetoond dat de BMP-route noodzakelijk is voor dedifferentiatie en regeneratie bij kikkervisjes. Downregulatie van de BMP-route leidde tot een downregulatie van MSx1, resulterend in geen regeneratie bij het kikkervisje. Nadat de BMP-expressie was hersteld, werd de Msx1-expressie ook hersteld en ging de regeneratie door.19 Soortgelijke onderzoeken hebben vergelijkbare resultaten laten zien bij de regeneratie van de teen van de muis.
De Notch1-route heeft het belang aangetoond bij de regeneratie van staarten van kikkervisjes. Notch1 is een gen uit de Notch-eiwitfamilie. Notch-eiwitten maken deel uit van een intercellulaire signaalroute die verantwoordelijk is voor het reguleren van interacties tussen cellen die fysiek naast elkaar liggen door zich te binden aan andere notch-eiwitten. Verlaagde Notch1-expressie resulteerde in geen staartregeneratie van kikkervisjes en geïnduceerde Notch1-expressie kon de staartregeneratie gedeeltelijk redden in de vorm van chorda dorsalis en ruggenmerg (maar zeer weinig spierstelsel).
Bovendien heeft Wnt/Bèta-catenine-activatie veelbelovende resultaten opgeleverd wat betreft de betrokkenheid ervan bij dedifferentiatie. In zowel een menselijke epitheelceltransplantatie in muizen als in een in vitro epitheelcelmodel bleek de geactiveerde canonieke Wnt-signaleringsroute noodzakelijk voor dedifferentiatie. In combinatie met Nanog induceerde de canonieke Wnt-route ook gedeeltelijke dedifferentiatie in endotheelcellen van de zebravis, zoals blijkt uit een toename van de herintreding van de celcyclus en verlies van celadhesie.

## Plasticiteit
Cellen met fenotypische plasticiteit kunnen van fenotype veranderen als reactie op signalen uit hun omgeving. Schade of letsel aan een ledemaat is het omgevingssignaal voor regeneratie. Plasticiteit van cellen hangt nauw samen met dedifferentiatie. Het impliceert namelijk dat een cel met ‘plasticiteit’ kan dedifferentiëren om opnieuw te differentiëren in andere fenotypen. Cellen met plasticiteit kunnen hun fenotype enigszins veranderen, zonder volledig te dedifferentiëren, om zo een betere functie te kunnen vervullen. Een sterk voorbeeld hiervan is de ooglensregeneratie bij de salamanders (Salamandridae, Ambystomatidae en Plethodontidae).

## Gewervelde dieren
In de verschillende gewervelde diermodellen waarbij celgedrag tijdens wondgenezing bestudeerd is, wordt dedifferentiatie gekenmerkt door veranderingen in genexpressie, morfologie en celproliferatie, waardoor de gededifferentieerde cel zich onderscheidt van zijn voorheen gedifferentieerde eindtoestand.

### Blasteemvorming bij een verwonding
Blasteemvorming begint met een degradatie van de extracellulaire matrix, waardoor de celadhesie opgeheven wordt. Hierdoor kunnen de wondcellen opnieuw in de celcyclus komen met een geleidelijk verlies van de fenotypische specialisatie die kenmerkend is voor het celtype. Daarna vindt er een verandering plaats in het patroon van genetische activiteit om de extracellulaire matrix van de volwassen cellen te vervangen door een matrix die verband houdt met de beschadigde structuur.
Studies uitgevoerd met elektronen- en lichtmicroscopie geven aan dat blasteemcellen mogelijk ontstaan door de dedifferentiatie van myoblasten, dermale fibroblasten, bindweefsel en Schwanncellen. Deze voorlopercellen bevinden zich op enkele millimeters van het vlak van de wond waar het regeneratieproces zal plaatsvinden.

### Zebravis
Bij verwonding is gebleken dat hartspiercellen van de zebravis het vermogen hebben om te differentiëren en vervolgens snel te prolifereren als reactie op wondgenezing. Concreet regenereert bij verwonding maximaal 20% van het ventrikel van de zebravis via de proliferatie van reeds gedifferentieerde hartspiercellen. Bij de dedifferentiatie van hartspiercellen wordt de celadhesie opgeheven en vinden morfologische veranderingen plaats.
Ook blijkt dat de zebravis zijn vinnen kan regenereren. Al één tot twee weken na amputatie heeft de vin weer zijn oorspronkelijke lengte. De regeneratietijd is bij de zebravis temperatuurafhankelijk. Bij 33 °C gaat de regeneratie twee keer zo snel als bij 25 °C;

### Muizen
Bij muizen is al langer bekend dat ze hun bovenste vingerkootjes kunnen regenereren. Een bepaalde stam muizen, namelijk de Murphy Roths Large (MRL)-muizen, is echter in staat veel meer te regenereren. De onderzoekers die met deze muizen werkten hebben dit per ongeluk ontdekt doordat de muizen gemerkt werden met een gat in hun oor. Een aantal dagen later waren de muizen echter niet meer te herkennen, omdat deze gaten waren dichtgegroeid. Uit verder onderzoek is gebleken dat deze muizen ook beschadigingen aan het hart en aan de wervelkolom kunnen herstellen met minimale vorming van littekenweefsel. Deze ontdekking is voor de medische wetenschap een stap richting menselijke regeneratie.
Bij myotuben van muizen werd dedifferentiatie geïnduceerd door de onderdrukking van twee tumorsuppressorgenen, die coderen voor het retinoblastoom-eiwit en het alternatieve leesraameiwit. Deze primaire myotubecellen van muizen vertoonden vervolgens een afname van de gedifferentieerde genexpressie van cardiomyocyten, een toename van de proliferatie en een verandering in de morfologie. Bovendien werd aangetoond dat Schwanncellen van muizen het vermogen hebben om te differentiëren wanneer de Ras/Raf/ERK-route wordt geactiveerd. In deze studie blokkeert de toevoeging van Ras differentiatie van Schwanncellen en induceert dedifferentiatie. Een afname van de genexpressie van Schwanncellen markeert deze overgang. Na dedifferentiatie kunnen nieuwe cellen worden gegenereerd door opnieuw de celcyclus te beginnen en te prolifereren en vervolgens opnieuw te differentiëren voor het myeliniseren van de zenuwcellen van de muis.

### Salamanders
Salamanders, waaronder axolotl, zijn soorten met de meest bekende regeneratieve vermogens.
Volwassen salamanders kunnen ledematen, staart, boven- en onderkaak, ruggenmerg, netvliezen, ooglenzen, oogzenuwen, darmen en een deel van de hartkamer regenereren. Axolotls delen dezelfde capaciteiten, behalve het netvlies en de ooglens. Deze dieren zijn belangrijk voor de studie van dedifferentiatie omdat ze dedifferentiatie gebruiken om nieuwe voorlopercellen te vormen. Dit verschilt van de regeneratie bij zoogdieren, omdat zoogdieren reeds bestaande stamcellen gebruiken om verloren weefsel te vervangen. Dedifferentiatie bij de salamander vindt plaats 4 à 5 dagen na de amputatie van ledematen en wordt gekenmerkt door het begin van de celcyclus en downregulatie van differentiatiemerkers. Celdifferentiatie wordt bepaald door welke genen de cel tot expressie komen en downregulatie van deze expressie zou zorgen voor een minder of “on”- gedifferentieerde cel. Door opnieuw de celcyclus te beginnen, kan de cel mitose ondergaan en zich delen om meer cellen te maken die in staat zouden zijn nieuw weefsel te vormen. Er is waargenomen dat dactinomycine dedifferentiatie bij salamanders voorkomt. 

## Ongewervelde dieren

### Lancetvisje
Na amputatie genazen de staarten van lancetvisjes en vormden ze een blasteemstructuur [11], wat erop wijst dat cellen dedifferentieren ter voorbereiding op regeneratie. [17] Lancetvisjes kunnen anterieure (voorste) en posterieure (achterste) structuren regenereren, waaronder de neurale buis, de chorda dorsalis, de vin en de spieren. [17] Het blasteem dat wordt gevormd, brengt PAX3 en PAX7 tot expressie, wat geassocieerd is met activering van spierstamcellen. Dit specifieke ongewervelde model lijkt beperkt te zijn in zijn dedifferentiatie mogelijkheden met grootte en leeftijd. Hoe ouder en groter het dier is, hoe minder geschikt het is voor dedifferentiatie.

### Regenwormen
Bij regenwormen groeit één afgegeten deel weer aan, mits de voorkant grotendeels onbeschadigd blijft (maximum 4 segmenten van de voorkant kunnen zich herstellen via regeneratie, het herstelvermogen aan de achterzijde is veel groter).

### Zeekomkommers
Zeekomkommers spugen bij predatie het gehele darm- en vaatstelsel uit om een vijand 'een koekje' te geven, waarna het dier ervandoor gaat en de organen worden gerepareerd ofwel vervangen.

### Neteldieren
Veel neteldieren kennen regeneratie zoals sponzen en kwallen; na scheuring kan meestal één levensvatbaar deel aangroeien.

### Zoetwaterpoliepen en zeesterren
Bij zoetwaterpoliepen (Chlorohydra) die ook in België en Nederland voorkomen, groeien de aparte delen, indien deze groot genoeg zijn, weer volledig aan tot twee of meer nieuwe dieren. De poliep, die eruitziet als een knopje met lange tentakels, kan dit zelfs sturen. Daarom is ook dit een vorm van ongeslachtelijke voortplanting, net zoals bij planten. Het is echter wel vaker moeilijk te bepalen of het nu gaat om ongeslachtelijke voortplanting of regeneratie; zeesterren kunnen meerdere armen tegelijkertijd missen, alles groeit weer aan als oorspronkelijk, maar als een deel van de schijf mee wordt afgescheurd, kan er een heel nieuwe zeester uit groeien, zoals bij kwallen.

### Wandelende takken
Een wandelende tak is, net zoals de meeste aanverwanten en insecten met een nimf-stadium (alle insecten die meermaals vervellen), regeneratief. Een jong dier dat een poot verliest vervelt vaker en heeft een grotere kans op volledige regeneratie, dit geldt tevens voor krab- en andere kreeftachtigen.